# Star PD
 (novembre 2018).
Si vous disposez d'ouvrages ou d'articles de référence ou si vous connaissez des sites web de qualité traitant du thème abordé ici, merci de compléter l'article en donnant les références utiles à sa vérifiabilité et en les liant à la section « Notes et références ».

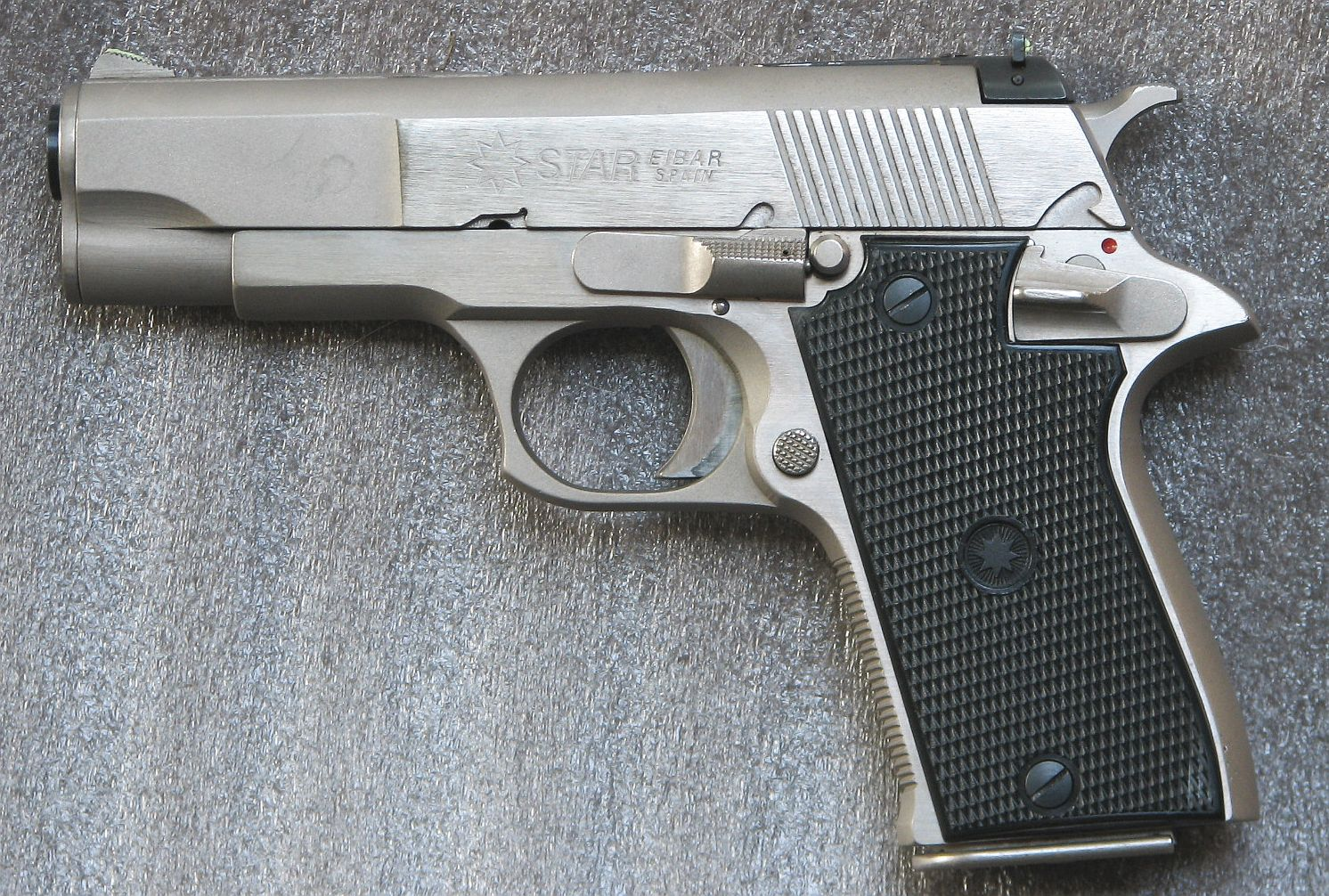
Le Star PD (ici en finition nickelée) inaugure la mode des PA compact en 11.43 mm.

Le Star PD est un pistolet semi-automatique espagnol du fabricant Star Bonifacio Echeverria S.A. Fabriqué du milieu des années 1970 au début des années 1990, il s’agit d’une variante des Star P/PS/Super P.

## Présentation
Pour compléter la série des BM et BKM en 9 mm Luger, la fabrique créa en 1975 le modèle Star PD en .45 ACP, qui fut un pistolet compact fiable et très précis. La Star en cessa la production en 1991, après la vente d'environ 62000 PD exportés essentiellement aux USA, pour se concentrer sur le Firestar M43 décliné en trois calibres (9 x 19 mm, .40 SW et .45 ACP).

## Une réputation forte chez les experts
Le célèbre tireur Jeff Cooper appréciait ce pistolet dont il posséda deux exemplaires (l'un pour l'entraînement et l'autre pour un usage quotidien). Dans le numéro d'avril 1975 de Guns & Ammo, l'ancien colonel des Marines US la définissait comme : « A gun to be carried much and fired little » (« une arme faite pour être souvent porté mais rarement utilisée »). Car l'usage de l'aluminium pour sa carcasse la rend très légère pour un port quotidien et pas assez lourde pour encaisser le recul du .45 ACP.
L'ancien militaire anglais Ian V. Hogg  a un avis très proche écrivant ainsi dans Modern Small Arms : « More difficult to control (than the M1911A1), though it is not uncomfortable to shoot. The PD is a sensible gun for those who need a potent but concealable pistol. » (« Plus difficile à contrôler (que le Colt M1911A1), bien qu'il ne soit pas inconfortable au tir. Le PD est arme potentielle pour ceux qui veulent un pistolet puissant, mais dissimulable. ») Ce relatif succès a engendré l'apparition des Colt Officer's ACP et autres Detonics Combat Master.

## Dans la culture populaire
Le Star PD est visible dans deux épisodes de la saison 1 de Deux flics à Miami (armant notamment le dealer Guzman joué par Al Israel) et dans la fin alternative de la version 2003 de Massacre à la tronçonneuse (apparaissant dans les mains des hommes du shérif). c'est enfin l'arme de service de  l'inspectrice Emily Sanders (jouée par Charlize Theron) dans le film Dans la vallée d'Elah.

## Fiche technique
- Mécanisme : Simple action et culasse calée
- Matériaux : alliage (carcasse), acier (canon et culasse) et plastique durci (plaquettes de crosse)
- Finition : bronzée, nickelée ou panachée.
- Longueur totale : 180 mm
- Longueur du canon : 100 mm
- Masse à vide : 0,71 kg (0,84 kg chargé)
- Capacité : six cartouches de .45 Auto (+1 dans la chambre)

## Sources
Cet article est basé sur :
- Article de P. Beuchet sur « Le Star PD .45 Auto »  dans le no 112 d'Action Guns en Septembre 1992
- Article de D. Casanova sur « Le pistolet  Star Modèle PD »  dans le no 194 d'Action Guns en Décembre 1996
- « Du Star "Modèle militaire au Star Modèle PD » sur le site Armeetpassion.com
- Notice « Star Model PD » sur  le site guns.wikia.com